# 上纤维化
在数学裡，特别是同伦论中，一个连续映射
{\displaystyle i\colon A\to X},
这里 A 和 X 是拓扑空间，是一个上纤维化（cofibration）如果它关于所有空间 Y 满足同伦延拓性质。因其对偶条件定义了纤维化，故有此名。上纤维化更一般的概念参见模型范畴一文。

## 基本定理
- 对豪斯多夫空间一个上纤维化是一个闭包含（像为闭集的单射）；对适当的空间，其逆也成立。
- 任何映射利用映射柱构造可以换成一个上纤维化。
- 存在一个上纤维化 (A, X)，当且仅当存在从

{\displaystyle X\times I}
到
{\displaystyle (A\times I)\cup (X\times \{0\})},
的一个收缩，因为这就是推出从而在图表中可诱导到每个空间的映射。